# Aleksey Bugayev
Aleksey Ivanovich Bugayev - em russo, Алексей Иванович Бугаев (Moscou, 25 de agosto de 1981 – Khimki, 29 de dezembro de 2024) foi um futebolista russo que atuava como zagueiro.

## Carreira
Revelado pelo Torpedo Moscou, foi promovido à equipe B em 1999 e disputou apenas 2 jogos em sua primeira passagem pelo time principal, em 2001, voltando em 2003. Teve maior destaque atuando pelo Tom Tomsk entre 2001 e 2002 e de 2006 a 2008. Atuou também por Lokomotiv Moscou e Krasnodar, não chegando a disputar partidas oficiais pelo Khimki.

## Seleção Russa
Com passagem pela seleção Sub-21 da Rússia, Bugayev foi convocado para a Eurocopa de 2004, realizada em Portugal, atuando em 2 partidas. A equipe terminaria eliminada na primeira fase, com uma vitória (sobre a futura campeã Grécia) e duas derrotas. Seu último jogo foi em fevereiro de 2005, contra a Itália, e os russos saíram derrotados por 2 a 0.

## Vida pessoal
Em outubro de 2023, Bugayev foi preso em Krasnodar com 495 gramas de mefedrona, sendo acusado de distribuição ilegal de drogas. O ex-zagueiro afirmou inicialmente que não pretendia vender a droga, reconhecendo posteriormente sua culpa. A decisão de Bugayev fez com que a pena fosse reduzida de 20 para 9 anos e meio de prisão

## Morte
Três meses depois da condenação, o advogado de defesa de Bugayev, Anton Smirnov, anunciou que seu cliente havia morrido lutando por seu país durante a invasão russa na Ucrânia O corpo do ex-zagueiro foi encontrado na cidade de Khimki, nos arredores de Moscou.

## Títulos
Lokomotiv Moscou
- Supercopa da Rússia: 2005
- Copa da CEI: 2005